# خفاش بال‌خمیده گریوو
خفاش بال‌خمیده گریوو (نام علمی: Miniopterus griveaudi) نام یک گونه از سرده خفاش‌های بال‌خمیده است.